# Slobožanske (Dněpropetrovská oblast)
Slobožanske (ukrajinsky Слобожанське, rusky Слобожанское – Slobožanskoje) je sídlo městského typu v Dněpropetrovské oblasti na Ukrajině. K roku 2015 v něm žilo přes třináct tisíc obyvatel.

## Poloha
Slobožanske leží přibližně dvanáct kilometrů severně od centra Dnipra, správního střediska oblasti, a osm kilometrů jižně od Pidhorodného.

## Dějiny
Slobožanske jako samostatná obec vzniklo vyčleněním ze severněji ležícího Pidhorodného 22. června 1987 pod jménem Juvilejne (Ювілейне). Na Slobožanske bylo přejmenováno 12. května 2016 v rámci dekomunizace Ukrajiny.